# Giáo hoàng đối lập Victor IV (1159–1164)

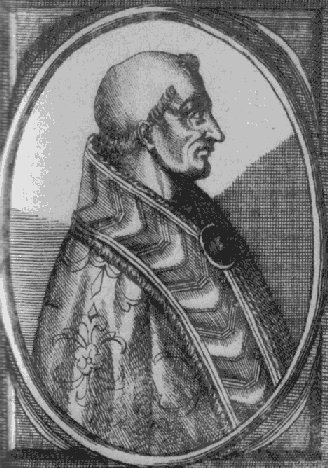
B Colestin IV

Victor IV (qua đời ngày 20 tháng 4 năm 1164), tên khai sinh là Octavian hoặc Octavianus: Ottaviano dei Crescenzi Ottaviani di Monticelli, là hồng y linh mục của Santa Cecilia trước khi ông được bầu là giáo hoàng đối lập vào năm 1159 trong thời kỳ xung đột giữa Giáo hoàng và Hoàng đế La Mã Thần thánh.
Sau cái chết của Giáo hoàng Adrian IV, Alexander III đã được chọn làm Giáo hoàng tiếp theo. Ngược lại phe "đế quốc" bầu Octavian làm Giáo hoàng với sự hậu thuẫn của hoàng đế Barbarossa. Ông đã lấy tên hiệu là Victor IV. Cái tên đã được dùng cho Giáo hoàng đối lập Victor IV (1138) nhưng không được thừa nhận vì nhiệm kỳ ngắn của người này quá ngắn ngủi.
Ông được mô tả bởi John Salisbury là một người giỏi hùng biện và tinh tế, nhưng nhỏ mọn và bủn xỉn. Ông mất ngày 20 tháng 4 năm 1164.